# Søvn hos dyr
Søvn hos dyr kan defineres som en adfærdsmæssig og fysiologisk tilstand hos organismer, som i hovedsagen er kendetegnet ved:
- reversibelt nedsat bevidsthed,
- lille eller ingen respons på stimuli fra omgivelserne,
- motorisk passivitet (eventuelt med visse undtagelser; se nedenfor om søvnen hos pattedyr som lever i vand og hos fugle), og
- at den er dagligt regelmæssig,

således at:
- unddragelse af tilstanden fører til en kompensatorisk forøget, længere og dybere søvn efterfølgende, og
- individet har en artstypisk kropsstilling under søvnen.[1][2]

Denne definition med vægten på adfærd er anderledes end en neurofysiologisk definition, hvor søvn defineres ud fra hjerneaktivitet, øjenbevægelser og muskeltonus. Organismer skal have et nervesystem for at kunne sove. En søvndefinition, som er baseret på adfærd, er den eneste som kan bruges på meget simple dyr. Det er ikke engang sikkert, at aktivitet hos de simpleste dyr er det samme som det at være vågen hos højerestående dyr. Det har ikke kunnet påvises, at alle dyr sover, men mange forskellige slags dyr gør det.
Forskning i søvnens betydning for læring og hukommelse viser modstridende resultater. Ligeledes ved man, at enkelte dyr som forhindres i at sove, dør efter cirka to uger.
Vi har endnu ikke præcis og fuldstændig viden om søvnens funktion hos dyr og mennesker.

## Søvn hos hvirvelløse dyr
Et elektrofysiologisk studium af søvn hos små hvirvelløse dyr er vanskelig. Alligevel sover selv så simple dyr som bananfluer. Når de systematisk forhindres i at sove fører dette til nedsat kognition. Der er flere måder at måle disse funktioner på bananfluer. En sædvanlig metode er at lade fluerne vælge om de vil flyve gennem en lys eller en mørk tunnel. Fluer vil normalt flyve mod lyset. Hvis nogle af fluerne ikke er placeret i enden af den lyse tunnel, og der er placeret sukker i enden af den mørke, lærer fluerne efterhånden at flyve mod mørke frem for mod lyset. Fluer, som ikke får nok søvn, bruger længere tid på at lære dette, og glemmer det hurtigere igen.
Hvis et leddyr i laboratoriet holdes vågen længere end det er vant til, vil den efterfølgende hvileperiode vare længere end normalt. Hos kakerlakker er hvileperioden karakteriseret ved at antennerne ligger nede og responsen på stimuli fra omgivelsene er nedsat. Søvnen hos krebs er også blevet undersøgt: Dyret er passivt, har øget tærskel for stimulering af sanserne og har et EEG (elektroencefalogram) mønster som tydeligt er forskelligt fra mønstrene i krebs, når de er vågne.

## Søvn hos fisk og krybdyr
Søvn hos fisk er ikke blevet studeret særlig meget. Forskningen viser, at de fleste fiskearter sover. Der er indikationer på, at enkelte fisk ikke sover, for eksempel blinde fisk, som lever i huller eller grotter. En gruppe som sover er karpefisk. Som mange mere avancerede dyr falder de hurtigere i søvn, og sover længere end sædvanligt, når de er holdt vågne længere end normalt.
På krybdyr (eller reptiler) er der blevet gennemført elektro-fysiologiske studier af søvnen, det vil sige, at den elektriske hjerneaktivitet er blevet registreret mens dyrene sov. EEG-mønstret adskiller sig en hel del fra det som man ser hos patte- og andre højerestående dyr. Der er blevet observeret mere søvn hos reptiler efter at dyrene er blevet holdt vågne og også, at der skal bruges kraftigere stimuli for så at vække dem; dette sidste taler for at søvnen efter søvndeprivering er kompensatorisk dybere.

## Søvn hos fugle
Søvn hos fugle har meget til fælles med søvn hos pattedyr: Hos begge er søvnen delt mellem stadier af REM-søvn (engelsk: rapid eye movement) og ikke-REM-søvn (non-REM, NREM). Dette er en af baggrundene for ideen om, at søvn hos højerestående dyr gerne har udviklet sig sammen med det at være varmblodet. Da søvn hos pattedyr og fugle har vist sig at være mere lig hinanden end man tidligere troede, er der også blevet spekuleret på om:
"... den uafhængige evolution af lignende søvnstadier hos fugle og pattedyr kan have forbindelse med det faktum, at hver af grupperne også uafhængigt har udviklet store hjerner med kapacitet til komplekse kognitive processer.»
Fugle kompenserer for tab af søvn ved at sove en dybere og mere intens ikke-REM-søvn i begyndelsen af den næste søvn-periode, meget lig den måde pattedyr kompenserer på. Både REM- og ikke-REM-søvn hos fugle viser EEG-mønstre, som ligner de samme stadier hos pattedyr.
Nogle fugle sover mange timer om dagen, andre færre. De sammenhænge mellem størrelse (krop eller hjerne) og stofskifte, som man ser hos pattedyr er ikke fundet. En forklarende faktor for variationerne i søvnmængde mellem forskellige arter er, at fugle som sover i et miljø, hvor der færdes rovdyr, har kortere episoder med dyb søvn end fugle som sover i et mere trygt miljø.

### Søvn med halvdelen af hjernen
En egenskab som fugle deler med havpattedyr, og måske også med visse øglearter (det sidste er stadig usikkert), er det at kunne sove unihemisfærisk, det vil sige, at halvdelen af hjernen sover, mens den anden halvdel er vågen. Når kun den ene hjernehalvdel sover, vil det kontralaterale øje være lukket; det vil sige, at når den højre hjernehalvdel sover, er det venstre øje lukket, og omvendt. Hvor mange fugle, der sover med hele hjernen eller kun med halvdelen, og fordelingen mellem de to halvdele, kommer an på både, hvilken halvdel, der har været mest aktiv i den forudgående vågenperiode (den halvdel vil sove dybest) og på om dyrene er bange for angreb fra rovdyr. Ænder, som er i udkanten af flokken, og således er dem, som sandsynligvis først vil opdage sådanne angreb, udviser en mere unihemisfærisk søvn, end dem som sover midt i flokken, og de reagerer på faretruende stimuli opfanget af det åbne øje.
Hverken fugle eller andre dyr kan sove REM-søvn med kun den ene halvdel af hjernen, mens den anden halvdel er vågen; REM-søvn kræver, at hele hjernen sover og, at begge øjne er lukkede. Fugle kan sove ikke-REM-søvn med hele hjernen eller kun med den ene hjernehalvdel.

### Søvn i luften?
Der er delte meninger om søvn hos trækfugle; det er usikkert om de kan sove mens de flyver eller ej. I teorien kan visse former for søvn være mulig. Af tekniske grunde har det ikke været muligt at registrere hjerneaktiviteten i fugle mens de flyver.
Man ved fra studier af delfiner, som også sover unihemisfærisk ikke-REM-søvn, at de kan svømme ved hjælp af den muskulatur, som styres af den sovende hjernehalvdel, og de kan også samtidig holde kontakt med flokken. Man har derfor ræsonneret, at fugle på lignende måde kan flyve og sove samtidig. Den vågne hjernehalvdel er ved unihemisfærisk søvn i en tilstand mellem sovende og vågen. Selv om man ved, at fugle kan reagere på for eksempel rovdyr i det åbne øjes synsfelt, er det usikkert, om de kan lægge mærke til mere subtile ændringer i omgivelserne eller klare at navigere mens det halve af hjernen sover. Det kan også være vigtigt for fugle hvilken hjernehalvdel, som modtager synsindtryk ved navigering. Duer for eksempel har lettere ved at navigere, hvis man dækker det venstre øje frem for det højre. Man kan også forestille sig, at fugle kortvarigt kan vågne op for at orientere sig, for derefter at sove videre; dette er indtil videre kun en hypotese.
Det er mindre sandsynligt, men ikke udelukket, at fugle kan have REM-søvn mens de flyver. Muskeltonus er nedsat under REM-søvn og begge øjne er lukkede. Trods det har fugle et mindre tab af muskelaktivitet end de fleste pattedyr har – de sover gerne stående, og REM-søvn hos fugle varer ofte meget kort, ned til et par sekunder . Nogle fugle, hvor tårnsejleren (Apus Apus) måske er den mest kendte, kan være i luften i mere end et år uden at lande. Studier viser, at fugle bestemt kan mindske behovet for søvn under flugten ganske betydeligt, og alligevel klare sig godt i kognitive tests. Det er altså ikke sikkert, at fugle sover mens de flyver.

## Søvn hos pattedyr
Som ved fugle er grundreglen for pattedyr (med visse undtagelser, se nedenfor) at de har to principielt forskellige søvnstadier: REM og ikke-REM.

### Søvnmængde
En del dyr, som for eksempel flagermus, sover 18 til 20 timer i døgnet, mens andre, som for eksempel giraffen, kun sover 3-4 timer i døgnet. Der kan også være store forskelle mellem dyr som er nært beslægtede.
Spisevanerne hos dyr har sammenhæng med deres søvnmængde. Kødædere har mest brug for daglig søvn; de altædende har mindre behov og planteæderne har det mindste behov. Mennesket sover hverken usædvanligt meget eller lidt sammenlignet med andre dyr, men vi sover mindre end mange andre altædende Mange planteædere, som for eksempel drøvtyggere, halvsover en stor del af tiden, noget som måske kan forklare deres relativt lave behov for søvn. Hos planteædere er det ofte sådan at store dyr sover mere end små. Dette kan forklare cirka 25 % af forskellen i søvnmængde mellem forskellige dyrearter. Desuden har længden af en søvncyklus (REM + ikke-REM) forbindelse med størrelsen af dyrene, således at større dyr i gennemsnit har længere søvncyklusser end små dyr. Søvnmængden er også forbundet med faktorer såsom basalt stofskifte, hjernemasse og relativ hjernemasse.
Med hensyn til REM-søvns andel af den daglige søvn har pattedyr, som bliver født meget udviklede, såsom hest og giraf, som regel mindre REM end arter, som er mindre udviklede ved fødslen, som for eksempel katte og rotter. Dette kan siges at afspejle den større mængde REM-søvn hos nyfødte sammenlignet med voksne hos de fleste pattedyr.

### Søvn hos kloakdyr
Kloakdyr, pattedyr som lægger æg, regnes for at være den evolutionært set ældste gruppe af pattedyr. De er derfor blevet studeret med særlig interesse indenfor studiet af søvn hos pattedyr. Da de tidligste studier ikke utvetydigt kunne påvise REM-søvn hos disse dyr, opererede man først ud fra den fejlagtige antagelse, at REM-søvn opstod efter at kloakdyrene havde skilt sig ud fra de andre pattedyr. Det står nu klart at EEG-registreringer fra hjernestammen på kloakdyr viser et mønster, som meget ligner det, som man ser ved REM-søvnen hos højerestående pattedyr. Det er faktisk det australske næbdyr, som har mest REM-søvn af alle hidtil undersøgte dyr.

### Søvn hos havpattedyr
Blandt andre er sæler og hvaler medlemmer af gruppen havpattedyr. To af sælfamilierne, øresæler og ægte sæler, har løst problemet med søvn i vand på forskellige måder.
Ægte sæler sover med hele hjernen, bihemisfærisk, ligesom de allerfleste andre pattedyr. De kan holde vejret mens de sover nede i vandet og må derfor vågne med jævne mellemrum for at stige op til overfladen og trække vejret. De kan også sove på land eller lige i vandoverfladen, trække vejret og have både REM- og ikke-REM-søvn. De har ikke REM-søvn nede i vandet.
Øresæler, så vel som hvaler, kan sove unihemisfærisk. Den halvdel af hjernen som sover, vågner ikke når sælen eller hvalen stiger op for at blåste. Når den ene halvdel af hjernen sover er lufferne og skægget på modsat side af sælkroppen slappe. Det halve år dyrene lever og sover til havs har disse sæler næsten udelukkende ikke-REM-søvn; de klarer sig uden REM-søvn i ugevis. Så snart de flytter på land sover de som landdyr, inklusive REM-søvn, og forskere er overrasket over, at de ikke udviser en kompensatorisk forøgelse af REM-søvn for at kompensere for den tidligere mangel. Til sammenligning viser rottestudier at rotter som helt frarøves REM-søvn dør i løbet af få dage, selv om de uhindret får lov at sove ikke-REM-søvn.
Der er ikke blevet påvist REM-søvn hos mere end en type hval: en af grindehvalerne (pilot whale, Globicephala scammoni). Andre hvaler ser ikke ud til at have REM-søvn og ser heller ikke ud til at lide under det. REM-søvn kan være vanskelig til havs for dyr som må blåste, da REM-søvn medfører en funktionel paralyse av skeletmuskulaturen.

## Unihemisfærisk søvn
Unihemisfærisk søvn, søvn med den ene halvdel af hjernen af gangen, er observeret blandt fugle og havpattedyr. Om de fleste krybdyr også sover unihemisfærisk er fremdeles uklart: Flere af dem ser ud til at sove med halvdelen af hjernen, men EEG-studier giver modstridende resultater.
Denne type søvn har sandsynligvis udviklet sig for at sovende dyr kan modtage stimuli, for eksempel om fare, og for at de skal kunne flygte eller regelmæssigt gå op til vandoverfladen for at ånde.
Når kun halvdelen af hjernen sover, er det kun ikke-REM-søvn, aldrig REM-søvn. Der ser ud til at være et kontinuum med hensyn til forskellene mellem halvdelene, alt lige fra dyb til let søvn i den ene halvdel mens den anden er vågen. Hvis forskere lader den ene halvdel sove, men vækker dyret så snart den andre halvdel falder i søvn, vil mængden af dyb søvn øges i den halvdel som ikke fik lov at sove, når dyret igen får lov at sove frit.
Den neurologiske baggrund for unihemisfærisk søvn er ikke klarlagt. Hos katte har man ved kirurgi ødelagt forbindelsen mellem den højre og venstre delen af hjernestammen, og så kan de to hjernehalvdele sove uafhængigt af hinanden. Hos disse katte kunne den ene hjernehalvdel sove ikke-REM mens den andre enten var vågen eller sov REM-søvn. Det blev aldrig observeret at kattene sov REM-søvn med halvdelen af hjernen mens den andre halvdel var vågen. Det man ved er, at dette sidste heller ikke forekommer i naturen.

## Søvn hos dyr som går i dvale
Dvale er ikke søvn. Dyr som ligger i ægte dvale er nærmest i koma: Kropstemperaturen kan nærme sig frysepunktet, hjertet slår svagt og stofskiftet er næsten standset. Dyrene trænger da til meget mindre søvn end sædvanligt, men et par gange i løbet af vinteren "vågner" de netop op for at sove.

## Yderligere læsning
- Yokogawa, T.; Marin, W.; Faraco, J; Pézeron, G.;  et al. (16. oktober 2007), "Characterization of Sleep in Zebrafish and Insomnia in Hypocretin Receptor Mutants", PLoS Biology, 5 (10): e277, doi:10.1371/journal.pbio.0050277

- Wikimedia Commons har flere filer relateret til Søvn hos dyr